# Caloptilia kadsurae
Caloptilia kadsurae là một loài bướm đêm thuộc họ Gracillariidae. Nó được tìm thấy ở Nhật Bản (Honshū, Kyūshū và quần đảo Ryukyu).
Sải cánh dài 13–14 mm.
Ấu trùng ăn Kadsura japonica. Chúng có thể ăn lá nơi chúng làm tổ.